# سدل (آریزونا)
سدل (به انگلیسی: Saddle) یک منطقهٔ مسکونی در ایالات متحده آمریکا است که در آریزونا واقع شده است. سدل ۲۲۰ متر بالاتر از سطح دریا قرار دارد.